# Andrea Laszlo De Simone
Andrea Laszlo De Simone est un auteur-compositeur-interprète italien, né le 18 février 1986 à Turin.

## Biographie
Andrea Laszlo De Simone est né à Turin en 1986, de parents originaires du sud de l'Italie. Son deuxième prénom lui a été donné en hommage au directeur de la photographie hongrois László Kovács. 

## Discographie

### Albums studio
- 2012 : Ecce homo
- 2017 : Uomo Donna

### Nouveau projet artistique:Una lunghissima ombra
Le 15 mai 2025, Andrea Laszlo De Simone a publié sur YouTube une œuvre intitulée Una lunghissima ombra. Il s'agit d'une vidéo de 67 minutes qu'il a réalisée et filmée lui-même, sans musique, mais accompagnée de sous-titres poétiques. Cette œuvre est décrite comme une réflexion sur la vie quotidienne, mêlant images de la nature, paysages urbains et bruits ambiants. Certains commentaires suggèrent qu'il pourrait s'agir d'un teaser pour un futur album, bien que cela reste à confirmer.
- 2019 : Immensità[3]

### Bandes originales de films
- 2021 : Les Promesses
- 2023 : Le Règne animal

## Distinctions
- César 2024 : Meilleure musique originale pour Le Règne animal